# 瑞木健太郎
瑞木 健太郎（みずき けんたろう、1974年8月2日 - ）は、日本の俳優。東京都出身。身長177cm。演劇集団 円演技部に所属。

## 出演作品

### 舞台
- お月さまへようこそ(アゴラ劇場)
- から騒ぎ（安西徹雄演出/紀伊国屋ホール）
- 松羽目オペレッタ 羽衣 くさびら（日生劇場）
- シラノ・ド・ベルジュラック（口上 役/世田谷パブリックシアター）
- 永遠パート2（紀伊国屋サザンシアター）
- エレクトル（紀伊国屋ホール）
- 西へゆく女（岩松了演出/シアタートラム）
- エレファント・バニッシュ（サイモンマクバーニー 演出/世田谷パブリックシアター/ワールドツアー）
- オリュウノオバ物語（大橋也寸 演出/シアタートラム）
- まちがいつづき（アンティフォラス 弟 役/ステージ円）
- ファウスト（紀伊国屋ホール）
- 北越誌（大間知靖子 演出/紀尾井ホール）
- オセロー（ロダリーゴ 役/紀伊国屋ホール）
- エウメニデス（ルティカネル 演出/シアターX）
- 春琴（サイモンマクバーニー 演出/世田谷パブリックシアター/兵庫県立芸術文化センター/ワールドツアー）
- ANJIN（グレゴリードーラン 演出/銀河劇場/梅田ドラマシティ/青山劇場/KAAT神奈川芸術劇場/ロンドン サドラーズウェルズ劇場）
- あわれ彼女は娼婦（ジョバンニ 役/ステージ円）
- 朽ちるまにまに（桑原裕子 演出/ステージ円）
- 繻子の靴（渡辺守章 演出/京都造形大学春秋座 静岡芸術劇場）
- Double Tomorrow（ファビアンプリオヴィル 演出/吉祥寺シアター）
- 十二夜（マルヴォーリオ 役/シアターカイ）
- 罪と罰（フィリップブリーン 演出/シアターコクーン）
- ヴェニスの商人（グラシアーノ役/吉祥寺シアター）
- ピローマン (寺十吾 演出/俳優座/トゥポロスキー役)
- ロビーヒーロー (桑原裕子 演出/新国立劇場/ビル役)
- アメリカの時計 (長塚圭史 演出/KAAT神奈川芸術劇場/リヴァモア.保安官.他)
- グレンギャリー・グレンロス（内藤裕子 演出/俳優座劇場）[3]
- GOTT （石丸さち子 演出/パルテノン多摩 大ホール）[4]
- すぐそこ リーディング（橋爪功 演出/ステージ円)

### テレビドラマ
- 火曜サスペンス劇場「指名手配」第2作（1999年8月17日、日本テレビ）
- 金曜エンタテイメント「果つる底なき」（2000年2月11日、フジテレビ）
- ナショナル劇場「こちら第三社会部」（2001年10月8日 - 12月17日、TBS）
- マンハッタンラブストーリー 第3話（2003年10月23日、TBS）
- 日曜劇場「おいしいプロポーズ」第8話（2006年6月11日、TBS）
- 木曜時代劇「次郎長背負い富士」第7話 - 第10話（2006年8月17日 - 31日、NHK）- 勘蔵 役
- 愛の劇場「温泉へGo!」（2008年9月1日 - 11月21日、TBS）- 村上隆興 役
- 土曜ワイド劇場（ABCテレビ）
  - 天才刑事・野呂盆六 第3作（2009年1月17日）
  - 司法教官・穂高美子4（2015年）- 村越学 役
- 月曜ゴールデン（TBS）
  - 浅見光彦シリーズ
    - 第27作「斎王の葬列」（2009年09月07日）
    - 第32作「天河伝説殺人事件」（2013年2月25日）

  - 京都殺人授業 第一講「座雨の中の義経」（2013年2月18日）
- 水曜劇場浅見光彦〜最終章〜 第1話「恐山・十和田湖・弘前 編」（2009年10月21日、TBS）- 板垣（刑事）役
- 坂の上の雲（2009年11月29日 - 2011年12月25日、NHK）- 枝原百合一 役
- 土曜時代劇「咲くやこの花」第1回（2010年1月9日、NHK）
- 科捜研の女（第10シリーズ）CASE.VIII（2010年9月2日、テレビ朝日）- 香木店の店主：寺尾隆文 役
- 土曜時代劇「桂ちづる診察日録」第5回、第6回（2010年10月2日・10月9日、NHK）- 貞治郎（刺される男）役
- 民王 最終話（2015年9月18日、テレビ朝日） - 議員 役
  - 民王R 最終話（2024年12月10日、テレビ朝日） - 議員 役
- 月曜名作劇場「あんみつ検事の捜査ファイル」第1作「女検事の涙は乾く」（2016年6月13日、TBS）- 島袋 役
- 土曜ドラマ「みかづき」（2019年、NHK）
- 帯ドラマ劇場「やすらぎの刻〜道」（2019年、テレビ朝日） - 佐伯 役
- ミラー・ツインズ 第2話・第3話・最終話（2019年、WOWOW） - 長谷川 役
- 相棒18（2020年、テレビ朝日）- 中安信吾 役
- 准教授・高槻彰良の推察 Season1 最終話（2021年、WOWOW） - 深町尚哉の父 役
- 土曜ナイトドラマ「6秒間の軌跡〜花火師・望月星太郎の憂鬱」第4話（2023年2月4日、テレビ朝日） - 長尾洋司 役
- TOKYOMER 走る緊急救命室(2023年、TBS)
- モンスター 第1話(2024年、カンテレ)   - 検察官 役

### 映画
- パッチギ! LOVE&PEACE（2007年5月19日、監督：井筒和幸、シネカノン）
- アルキメデスの大戦（山崎貴監督）
- シャイロックの子供たち (本木克英監督)

### 吹き替え
海外ドラマ
- ER XIII-XIV緊急救命室(ラリー・ウェストン〈マーク・ジャブロン〉)
- ザ・ソプラノズ 哀愁のマフィア(第1シーズン)（フィン）
- サンダーストーン 未来を救え!(第1シーズン)（トット）
- バーナビー警部(第1シーズン)（ジャック・ドーセット）

外国映画
- アーバン・レジェンド（ブラッディ・マリー）
- ドッジボール（オーエン）
- ヤンヤン 夏の想い出(ファティ)
- セイビングフェイス

### テレビアニメ
- 天保異聞 妖奇士（井上の用心）